# Fundación Ambiente y Recursos Naturales
La Fundación Ambiente y Recursos Naturales (FARN) es una organización argentina sin ánimo de lucro dedicada a temas de medio ambiente y sostenibilidad. Fue fundada en 1985 para dedicarse a la incidencia política y legislativa sobre temas vinculados a medio ambiente, cambio climático y biodiversidad.
La organización recibe alrededor del 90% de sus fondos a través de fundaciones internacionales, con el resto de los fondos proveniente de donantes individuales y del sector privado.
FARN es una de las cinco organizaciones que forman parte del Cuerpo Colegiado para el seguimiento y monitoreo de la Causa Mendoza, vinculada a la contaminación en la Cuenca Matanza-Riachuelo. Además, FARN es organización observadora ante el Consejo Económico y Social de las Naciones Unidas (ECOSOC), las tres Convenciones de Río (Biodiversidad, Cambio Climático y Desertificación), y el Fondo Verde del Clima. La organización brinda asesoría jurídica gratuita para personas cuyos derechos se vean vulnerados por problemas ambientales. También publican una revista semestral llamada Pulso ambiental.

## Áreas de trabajo
- Cuenca Matanza-Riachuelo: FARN ha realizado un extenso trabajo alrededor de la Cuenca Matanza-Riachuelo, liderado por su actual director ejecutivo, Andrés Nápoli.[8] Ha publicado numerosos informes alrededor de la situación del Riachuelo y realizado varios pedidos de acceso a la información pública.[9] En 2014, lanzaron un documental llamado "Riachuelo: la vuelta al río",[10] donde entrevistaron a diversos pobladores de la cuenca para generar conciencia pública acerca de los problemas de contaminación en la zona.
- Humedales: FARN es parte de la Alianza por la Ley de Humedales YA!,[11] una alianza regional para la conservación y protección de los humedales. Como parte de este trabajo, generan reportes y documentos públicos que analizan el estado de situación de varias zonas de humedales de Argentina, como los humedales localizados en la Reserva natural de Ciudad Evita.[12]
- Mar Argentino: la organización trabaja para ampliar las áreas marinas protegidas dentro del Mar Argentino.

## Alianzas
FARN es parte de varias alianzas nacionales, regionales e internacionales. Es miembro de la Unión Internacional para la Conservación de la Naturaleza (UICN), la Plataforma Climática Latinoamericana.